# Tim Maeyens
Tim Maeyens (ur. 23 sierpnia 1981 w Brugii) – belgijski wioślarz, reprezentant Belgii w wioślarskiej jedynce podczas Letnich Igrzysk Olimpijskich w Pekinie.

## Osiągnięcia
- Mistrzostwa Świata Juniorów – Linz 1998 – czwórka podwójna – 6. miejsce[1].
- Mistrzostwa Świata Juniorów – Płowdiw 1999 – jedynka – 3. miejsce[1].
- Mistrzostwa Świata – Mediolan 2003 – dwójka podwójna – 14. miejsce[1].
- Igrzyska Olimpijskie – Ateny 2004 – jedynka – 6. miejsce[1][2].
- Mistrzostwa Świata – Gifu 2005 – jedynka – 4. miejsce[1][2].
- Mistrzostwa Świata – Eton 2006 – jedynka – 5. miejsce[1][2].
- Mistrzostwa Świata – Monachium 2007 – jedynka – 7. miejsce[1][2].
- Igrzyska Olimpijskie – Pekin 2008 – jedynka – 4. miejsce[1][2].
- Mistrzostwa Świata – Poznań 2009 – jedynka – 4. miejsce[1].
- Mistrzostwa Europy – Brześć 2009 – czwórka podwójna – 5. miejsce[1].
- Mistrzostwa Europy – Montemor-o-Velho 2010 – czwórka podwójna – 13. miejsce[1].